# Minun
Minun (japanski: ǰǱǲǳ Mainan) jedan je od 1025 fiktivnih vrsta Pokémona iz medijske franšize Pokémon, skupa Pokémon videoigara, animiranih serija, manga stripova, knjiga, igraćih karata i drugih medija kojima je tvorac Satoshi Tajiri. Svrha je Minuna u videoigrama, animiranoj seriji i manga stripovima, kao i svrha ostalih Pokémona, borba s divljim Pokémonima – neukroćenim stvorenjima koje igrači i likovi pronalaze dok kreću na razne avanture – i pripitomljenim Pokémonima drugih Pokémon trenera.
Minun je Električni Pokémon uveden u trećoj generaciji Pokémon franšize. Ima rođaka Pluslea. Zauzima 312. mjesto u Nacionalnom Pokédexu.

## Objašnjenje imena
Ime Minun kombinacija je engleskih riječi "negative electric" = negativni elektricet (za razliku od Pluslea čiji je elektricet pozitivan) i minus (-).

## Biološke karakteristike
Minun je otporan na Vodene i Leteće, a slab je na Zemljane Pokémone.

## Pojavljivanja u animiranoj seriji
Minun se pojavljuje u nekoliko Pokémon epizoda:
Epizoda 314: A Different Kind Of Misty!
Epizoda 328: Plusle & Minun! Road Assistence!